# Jo'av Ben Cur
Jo'av Ben Cur, hebrejsky יואב בן צור (narozen 11. června 1958 Kfar Saba), je izraelský politik; poslanec Knesetu za stranu Šas.

## Biografie
Je ženatý, má sedm dětí. Získal magisterský titul v oboru MA Public Administration and Business na University of Manchester. Sloužil v izraelské armádě v brigádě Nachal, kde dosáhl hodnosti kapitána. V letech 1985–1992 byl pedagogem a ředitelem na střední škole Or chadaš. V roce 1993 zastával post koordinátora pro imigraci na ministerstvu pro náboženské záležitosti. V letech 1994–1997 působil ve funkci zástupce generálního ředitele Národního střediska pro rozvoj svatých míst. V období let 1998–2008 byl ředitelem firmy Hameshakem. V letech 2001–2002 působil coby předseda náboženské rady v Jeruzalémě. Zastává funkci ředitele sítě náboženských škol Ma'ajan ha-chinuch ha-torani.
Ve volbách v roce 2013 kandidoval neúspěšně do Knesetu za Šas. Poslancem se stal až dodatečně v červnu 2014 jako náhradník poté, co rezignoval Ariel Atias. Ve volbách v roce 2015 byl zvolen do Knesetu za stranu Šas.